# Gouvernorat de Louxor
Pour les articles homonymes, voir Louxor (homonymie).

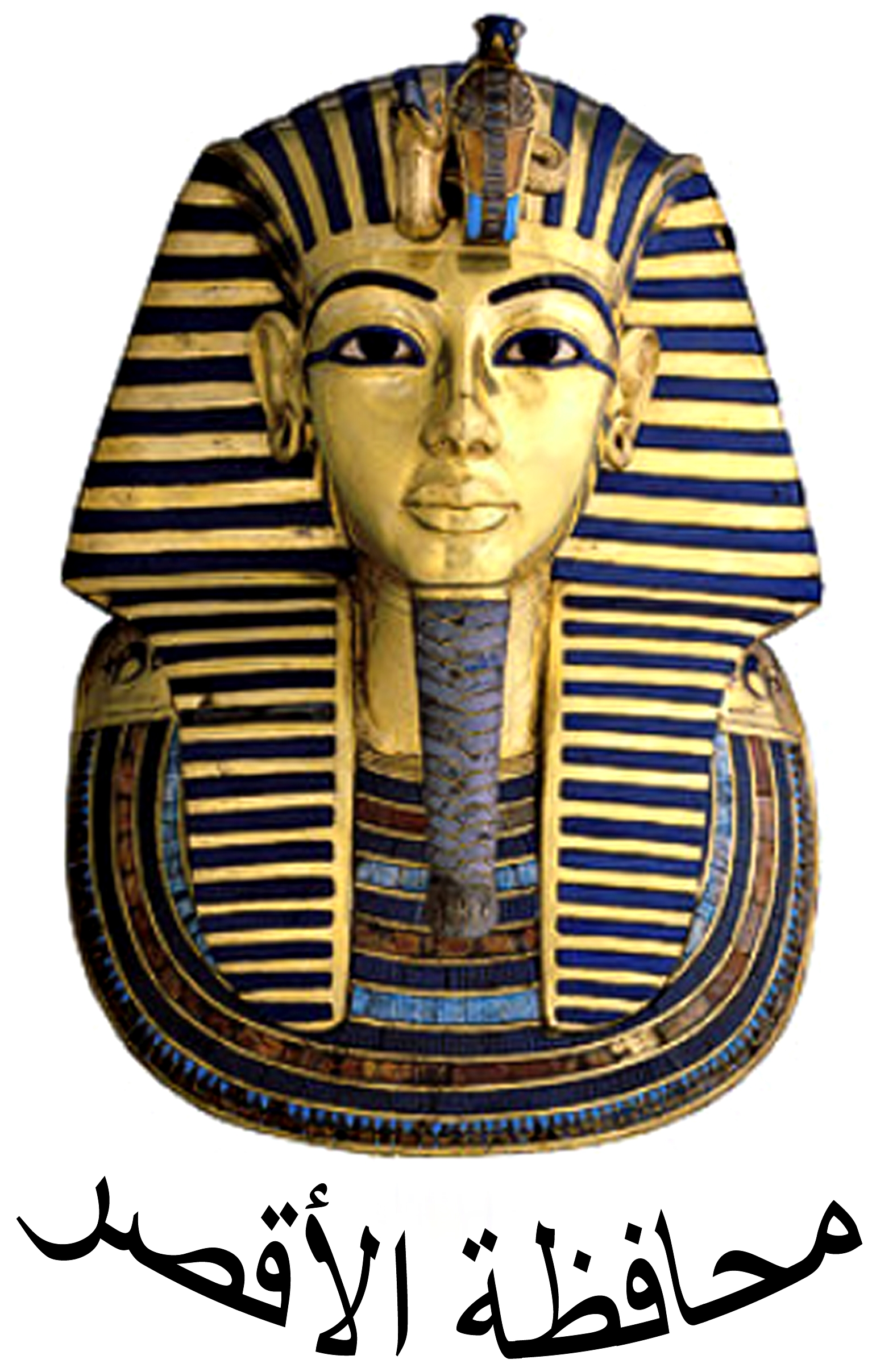
Armoiries du gouvernorat de Louxor

Le gouvernorat de Louxor (arabe : الأقصر) est un gouvernorat de l'Égypte. Il se situe dans le sud du pays. Sa capitale est Louxor.